# Aromânii din România
Aromânii din România (aromână armãnji sau rrãmãnji; română aromâni, armâni, macedoromâni sau machedoni) sunt o minoritate etnică nerecunoscută în România, care număra aproximativ 26.500 de persoane în 2006. Din punct de vedere legal, România îi privește pe aromâni și alte grupuri precum meglenoromânii și istroromânii ca parte a națiunii românești. Aceasta este conform unei legislații promulgate conform căreia România susține drepturile tuturor celor care „își asumă o identitate culturală românească, persoanelor de origine română și persoanelor care aparțin filonului lingvistic și cultural românesc, românilor care locuiesc în afara României, indiferent de cum sunt numite". Aceasta este și poziția Academiei Române.
Cu toate acestea, unii aromâni au protestat împotriva acestui lucru și au cerut să fie recunoscuți ca minoritate etnică în România. Una dintre principalele exigențe ale acestei comunități a fost să învețe limba lor și cultura în școlile românești. O alta a fost crearea unei biserici pentru aromânii care funcționează în limba aromâna. În 2020, Ministrul Educației Naționale din România Monica Anisie a anunțat că tema „Cultură și civilizație aromână” va fi introdusă în școli ca opțional. Cu toate acestea, cererea unor aromâni de a fi declarați minoritate etnică a stârnit controverse în România.
Câțiva aromâni de seamă sau oameni de origine aromână din România sunt fotbalistul profesionist Gheorghe Hagi și jucătoarea profesionistă de tenis Simona Halep.